# Marina Gadonneix
 (mars 2018).
Si vous disposez d'ouvrages ou d'articles de référence ou si vous connaissez des sites web de qualité traitant du thème abordé ici, merci de compléter l'article en donnant les références utiles à sa vérifiabilité et en les liant à la section « Notes et références ».
Pour les articles homonymes, voir Gadonneix.
Marina Gadonneix est une photographe française née en 1977 à Paris où elle vit et travaille.

## Biographie
Diplômée de l'École nationale supérieure de la photographie d'Arles en 2002, son travail s'inspire des lieux de notre quotidien. Selon ses dires, son œuvre a pour propos de « faire du monde familier dans lequel on vit le lieu de l'artifice, avec sa part d'inquiétude, d'étrangeté et de mélancolie ».

## Expositions

### Personnelles (sélection)
- 2010 : University of Toronto Arts Centre Toronto, dans le cadre du festival CONTACT
- 2008 : Gallery Kaune Suddendorf, Cologne
- 2007 : Gallery Hyppolite, Helsinki
- 2006 : 
  - Galerie Esther Woerdehoff, Paris
  - Maison de la photographie, Toulon
  - Galerie Baudoin Lebon, Paris
  - Rencontres internationales de la photographie, Arles
- 2005 : Photo festival, Plovdiv, Bulgarie

### Collectives (sélection)
- 2012 : Ceci n'est pas un exercice, Les Rencontres d'Arles
- 2008 : Festival de photographie au Trégor
- 2007 : 
  - Photographie contemporaine, RIP, Arles.
  - Alone Together, F-stop Fotofestival, Leipzig
  - Alone Together, La Halle, Pont en Royans
- 2006 : Jeune création, La Bellevilloise, Paris

## Prix et récompenses
- 2006 :  Prix HSBC pour la photographie
- 2020 : Prix Niépce Gens d’image[1]

## Publications
- Paysages sur commande, éditions Actes Sud, 2006  (ISBN 978-2742761401)
- Alone together, livre collectif, textes de Didier Mouchel, édition POC, 2006